# Davis Love III

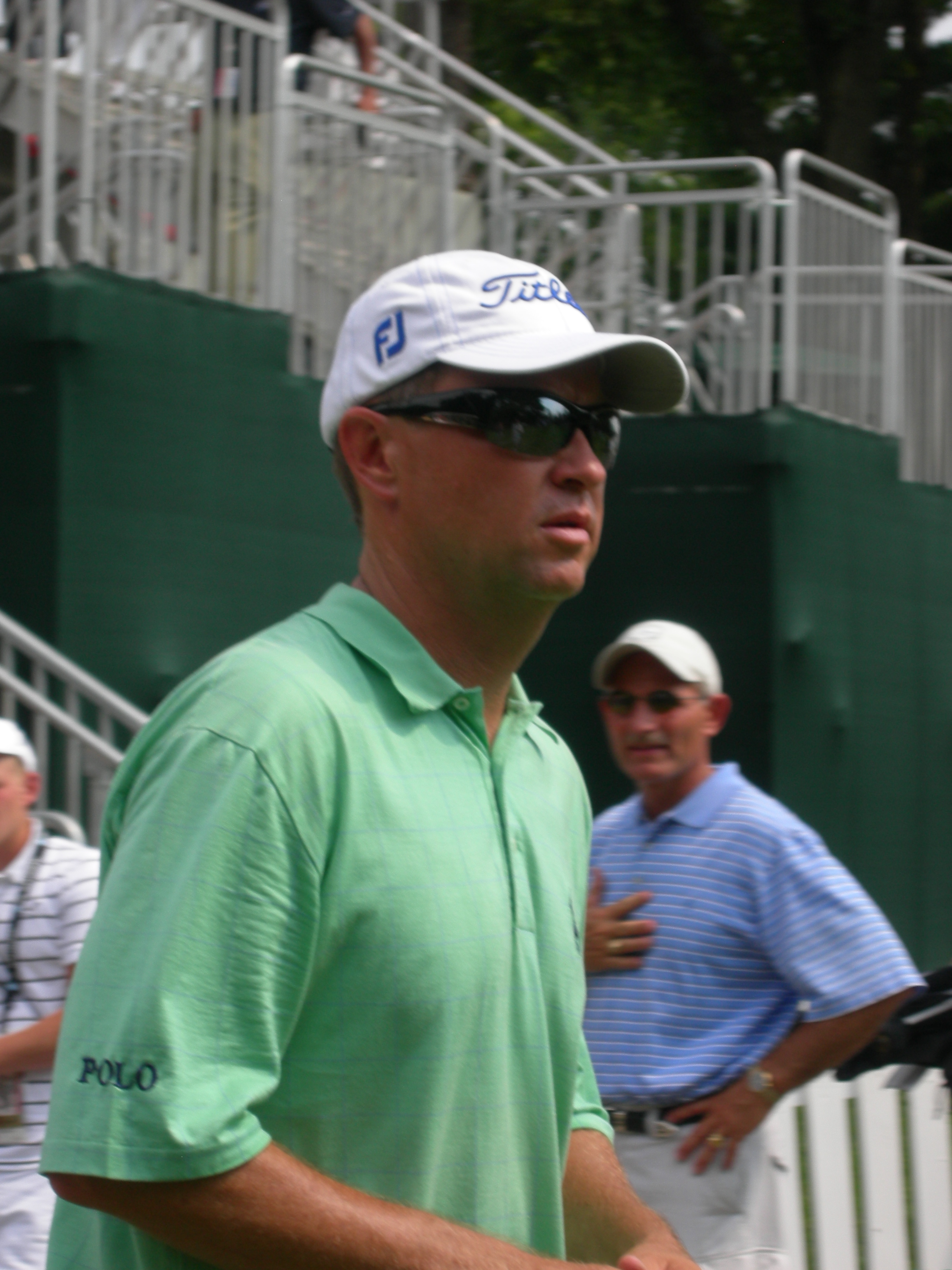
Davis Love III en el Earl Woods Memorial Pro-Am de 2007.

Davis Love III (Charlotte, Carolina del Norte, Estados Unidos, 13 de abril de 1964) es un golfista estadounidense que logró 20 victorias y 176 top 10 en el PGA Tour. Resultó segundo en la temporada 1992, tercero en 1997, 1999 y 2003, quinto en 2001 y sexto en 1995.
Su única victoria en el torneo mayor fue en el Campeonato de la PGA de 1997. Fue segundo en el Masters de Augusta de 1995 y 1999, segundo en el Abierto de los Estados Unidos de 1996 y cuarto 1995, cuarto en el Abierto Británico de 2003 y quinto en 2004, y cuarto en el Campeonato de la PGA de 2005, logrando un total de 21 top 10 en torneos mayores.
Además, resultó segundo en el WGC Match Play de 2004 y 2006 y cuarto en 2000, y tercero en el WGC-Bridgestone Invitational de 2003, cuarto en 2004 y 2006 y quinto en 2001. Entre sus victorias en el PGA Tour se destacan dos en el Players Championship de 1992 y 2003, cinco en el Heritage de 1987, 1991, 1992, 1998 y 2003, y una en el Torneo de Campeones de 1993.
Fuera del PGA Tour, Love disputó seis ediciones de la Copa Ryder entre 1993 y 2004 con la selección estadounidense, obteniendo 11,5 puntos en 26 partidos. También representó al país en la Copa de Presidentes entre 1994 y 2005, consiguiendo 18 puntos en 28 partidos. Además, ganó la Copa Mundial de Golf por equipos en 1992, 1993, 1994 y 1995 junto a Fred Couples, al igual que la rama individual en 1995. 

## Trayectoria
Su padre, Davis M. Love Jr., fue golfista y de hecho jugó en el Masters de Augusta un día antes de que naciera. Jugó al golf en la Universidad de Carolina del Norte en Chapel Hill, donde fue All-American tres temporadas.
En 1985 se convirtió en profesional y comenzó a jugar en el PGA Tour. Con 22 años de edad, fue tercero en el Abierto de Canadá de 1986 y quinto en Warwick Hills. En 1987 logró su primera victoria en el Heritage, y acabó 34º en la lista de ganancias del PGA Tour. En 1990 ganó en el International y finalizó 20º.
Love resultó primero en el Heritage en 1991, segundo en la World Series of Golf, tercero en el Abierto de Los Ángeles y acumuló ocho top 10 y catorce top 25. Por tanto, se colocó noveno en la clasificación final. En 1992 triunfó en el Players Championship, el Heritage y Greensboro, y logró nueve top 10 y quince top 25. Así, culminó segundo en la lista de ganancias por detrás de Fred Couples.
El norcarolino triunfó en 1993 en el Heritage y Greensboro y consiguió doce top 25 para ubicarse 12º en la lista de ganancias del PGA Tour. En 1995 ganó en Nueva Orleans, fue segundo en el Masters de Augusta, cuarto en el Abierto de Estados Unidos y obtuvo nueve top 10 y quince top 25, de modo que se colocó sexto en la clasificación final. En 1996 ganó en Torrey Pines, terminó segundo en el Abierto de los Estados Unidos, Las Vegas y Pine Mountain, y cosechó once top 10. Así, terminó el año en la séptima colocación.
En la temporada 1997 del PGA Tour, este golfista venció en el Campeonato de la PGA y Pine Mountain, y logró trece top 10 y 17 top 25. Esto le permitió acabar tercero en la lista de ganancias, por detrás de Tiger Woods y David Duval. En 1998 venció en el Heritage y obtuvo diez top 10 y 16 top 25, quedando así 11º en la clasificación final.
Love no ganó ningún torneo del PGA Tour en 1999, pero fue segundo en el Masters de Augusta, el Tour Championship, Los Ángeles y Hawái, y sumó trece top 10 y 17 top 25. Por tanto, finalizó tercero en la temporada, nuevamente detrás de Woods y Duval. Con tres segundos puestos, nueve top 10 y 16 top 25, este golfista resultó noveno en la lista de ganancias de 2000.
El norcarolino triunfó en Pebble Beach 2001 y acumuló doce top 10, por lo que se colocó quinto en la tabla general por detrás de Woods, Phil Mickelson, David Toms y Vijay Singh. Luego de terminar 21º sin victorias en 2002, el jugador ganó en 2003 en el Players Championship, Pebble Beach, Heritage y el International. Sumado a once top 10 y 16 top 25, quedó tercero en la lista de ganancias por detrás de Singh y Woods.
Love terminó décimo en 2004 con once top 25, y 13º en 2005 con catorce top 25. Sus últimos triunfos en el PGA Tour fueron en Greensboro en 2006 y Walt Disney World de 2008.
El golfista Love registró un drive de 476 yardas (433 m), el segundo más largo en competencias de golf, durante el Torneo de Campeones de 2004 disputado en Kapalua.